# Holland's Next Top Model, seizoen 11
Het elfde seizoen van Holland's Next Top Model (HNTM) startte op 3 september 2018. Het seizoen wordt uitgezonden op RTL 5. Net zoals vorig seizoen doen er zowel vrouwen als mannen mee.
De presentatrice van het programma is, net zoals vorig seizoen, Anna Nooshin. Verder bestaat de jury dit jaar uit winnares van seizoen 2, Kim Feenstra, fotograaf en voormalig jurylid in America's Next Top Model, Nigel Barker en internationaal modestylist JeanPaul Paula.
In de eerste aflevering moet de groep van 80 jongens en meisjes al teruggebracht worden naar een selectie van twintig. Uiteindelijk gingen er in de tweede aflevering 10 kandidaten door naar het modellenhuis.

## Kandidaten
(de leeftijden zijn op het moment van de opname)
| Naam              | Leeftijd | Woonplaats                   | Finish  |
| ----------------- | -------- | ---------------------------- | ------- |
| Fee van der Meijs | 17       | Breda, Noord-Brabant         | 10e     |
| Ramanda van Eijck | 26       | Almere, Flevoland            | 9e      |
| Bart van Houten   | 19       | Amsterdam, Noord-Holland     | 8e-7e   |
| Danilo Juliet     | 22       | Rotterdam, Zuid-Holland      | 8e-7e   |
| Naomi Sauer       | 21       | Andijk, Noord-Holland        | 6e      |
| Daan Sanders      | 18       | Groessen, Gelderland         | 5e      |
| Cecilia Zevenhek  | 21       | Heerhugowaard, Noord-Holland | 4e-2e   |
| Rikkie Kollé      | 17       | Den Helder, Noord-Holland    | 4e-2e   |
| Tim van Riel      | 21       | Purmerend, Noord-Holland     | 4e-2e   |
| Soufyan Gnini     | 18       | Breda, Noord-Brabant         | Winnaar |

Het is nooit gespecificeerd wie van Cecilla, Tim en Rikkie welke plek kreeg. Alleen Soufyan is in de finale als winnaar uitgeroepen.